# Marian Pirożyński
Marian Pirożyński (ur. 17 października 1899 w Lublinie, zm. 4 maja 1964 w Warszawie) – redemptorysta, publicysta, historyk Kościoła, autor poradnika literackiego Co czytać?.

## Biogram
Był synem Stanisława i Marii Teofili Jurkiewicz. W Lublinie ukończył szkołę powszechną i tzw. Szkołę Lubelską (1917). W tym samym roku rozpoczął studia matematyczne na  Uniwersytecie Jagiellońskim, ale po trzech semestrach zaciągnął się do wojska by wziąć udział w wojnie polsko-bolszewickiej, w której służył jako sanitariusz. Dostał się na krótko do sowieckiej niewoli, z której zbiegł. Służbę wojskową zakończył jako plutonowy. Wskutek przeżyć wojennych postanowił wstąpić do zakonu redemptorystów w Mościskach, gdzie odbył nowicjat. 19 marca 1922 złożył śluby czasowe, a 19 marca 1925 – śluby wieczyste. Ukończył studia teologiczne w zakonnym seminarium duchownym w Tuchowie i 28 czerwca 1925 został wyświęcony na kapłana. W 1926 na polecenie władz zakonnych ponownie podjął studia matematyczne na UJ. Od sierpnia 1927 do grudnia 1929 rezydował w warszawskim klasztorze. 24 maja 1930 został dyrektorem iuvenatu, czyli małego seminarium duchownego, w Toruniu. Od lutego 1932 działał ponownie w Warszawie. Wśród starszych konfratrów budziły niechęć jego żołnierskie metody wychowania młodzieży zakonnej, a później jego ciągłe utarczki prasowe. W maju 1938 został skierowany do klasztoru w Mościskach. Po zakończeniu wojny w 1945 roku zgłosił się na ochotnika do służby w zniszczonym Wrocławiu. Był tam pierwszym duszpasterzem akademickim. Resztę życia spędził w klasztorach redemptorystów w Warszawie, Gliwicach i od 1961 ponownie w Warszawie. 28 września 1953 został aresztowany w Ostrówku, a 20 sierpnia 1954 skazany na rok więzienia z zaliczeniem aresztu śledczego. 22 grudnia 1954 został zwolniony. 30 maja 1958 został ponownie aresztowany pod zarzutem nielegalnego druku broszur religijnych, handlu papierem i dewizami oraz sprowadzania i rozpowszechniania wydawnictw religijnych wydrukowanych na obczyźnie. 8 lutego 1959 został skazany na 2 lata z zaliczeniem aresztu śledczego i 4 700 zł grzywny. Zwolniony 1 czerwca 1960.
Był autorem poradnika bibliotecznego Co czytać? Poradnik dla czytających książki (1932), w którym starał się, nakłonić młodzież „niewyrobioną duchowo” do kształcenia się. Z jego powodu ks. Pirożyński został uznany przez część mass mediów i środowisk za symbol katolickiego obskurantyzmu. Ostro atakował go Tadeusz Boy-Żeleński oraz wiele czasopism, w tym „Wiadomości Literackie”, „Robotnik”, „Kultura”, „Dwutygodnik Literacki”, „Zwiastun Ewangeliczny”. W artykule Po bezdrożach krytyki. Odpowiedź na zarzuty przeciwko „Co czytać?” przyznał, że popełnił w książce pewne błędy „techniczne” i usiłował odeprzeć zarzuty stawiane mu przez pisarzy katolickich. Otrzymał od władz zakonnych zakaz wszczynania polemiki ze swoimi adwersarzami, zwłaszcza z Boyem. Usiłował obejść ten zakaz, publikując pod pseudonimami, których używał wiele, np. Michał Bilewski, Bolesław Czerwiński, Piotr Giżewski, Aleksander Grzeszczak, Kazimierz Hryniewicz, Gerard Kamiński, Aleksander Korewa, Edmund Kowalski, Jan Nowicki, Eugeniusz Pieniążek, Marian Pilarski, Jan Proński, Jan Truchim, Jakób Zdrój, kryp. „M.P.”, m.p., c.s.
Jego głównym dziełem literackim jest Kształcenie charakteru. Pierwsze wydanie ukazało się nakładem księgarni „Postęp” we Wrocławiu w 1946 roku, gdzie autor użył pseudonimu Aleksander Korewa.